# 経度法
経度法（けいどほう、英: Longitude Act）は、1714年7月、アン女王治世期のイギリス議会によって制定された法律。海上において船舶自身の位置の経度を正確に測定する方法を開発した者に懸賞金（経度賞）を与えることを立法化したものである（→経度の歴史）。

## 制定前
地上においては、本格的な経度測定法は木星の衛星食を観測する方法から始まり、ジョヴァンニ・カッシーニが1668年に木星の4衛星の運行表を作成したことで実用的となった。しかしこの方法は観測時間を長く要したため、海上ではほとんど実用的ではなく、海上の経度を正確かつ実用的に測定する方法は依然として知られていなかった。
大航海時代を迎えて航海が増えるにつれ、船舶が海上での正確な位置、特に経度を把握できないためにおこる海難事故は深刻な問題になった。スペイン継承戦争でイギリス・フランス両国が戦っていた1707年、フランス南部の港湾都市トゥーロン攻撃（トゥーロン包囲戦）の帰途にあったイギリス海軍提督クラウズリー・ショヴェル（en）の艦隊は、霧のためシリー諸島沖で4隻が座礁し、1千人を超す犠牲者を出した。この事件によって航海時の海上での正確な位置の測定、とりわけ経度測定法確立の重要性の認識がイギリス国内に喚起された。

## 制定後
イギリス議会はアイザック・ニュートンやエドモンド・ハレーらをメンバーとする経度委員会を設立し、測定法を研究させた。委員会は海上の揺れの中でも秒単位の精度が確保される時計があれば正しい経度が測定できることを明らかにしたが、当時の時計で海上で正確に時を刻むことができるものはなく、実践は不可能であった。なお、正確な時計を用いた測定法は、船舶が出港時に母港の時間に時計を合わせ、その時計が正午を指した時の海上の太陽の角度を測定することで経度を割り出すというものである。
1714年、議会はイギリス - 西インド諸島間の航海で経度誤差が1度以内の測定方法を発見した者に懸賞金を与える「経度法」（海上経度測定問題解決のための懸賞案）を制定した。その内容は、船の位置の経度を1度（60分）以内の誤差で測定すれば1万ポンド、40分以内なら1万5千ポンド、30分（＝1/2度）以内なら2万ポンドの懸賞金を与えるというものであった。

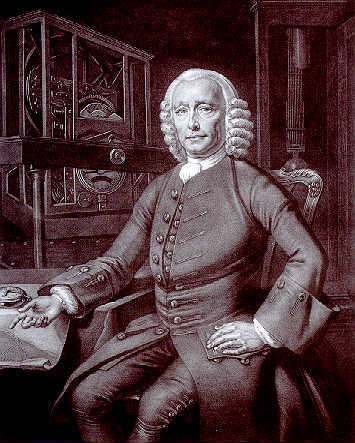
ジョン・ハリソン

委員会が指摘した正確な時計による測定の他、月の運行表による測定法などが研究された。当時、高精度な時計の研究・開発を続けていた時計職人のジョン・ハリソンは、時計本体のサイズが大きめの懐中時計程度のクロノメーター「H4」を1759年に完成させるなど、正確な時計による測定に貢献した。ハリソンが庶民出身で学者ではなかったことから、委員会が賞金の支払いを渋るなどの軋轢があったが、最終的にはジョージ3世の決断と議会による調査等もあって、ハリソンに賞金全額が支払われることとなった。